# نرماندی (ناحیه اداری)
نرماندی (فرانسوی: Normandie‎) شمال‌غربی‌ترین ناحیه از ۱۸ ناحیه فرانسه است که تقریباً در قلمروی دوک‌نشین نرماندی پیشین واقع شده‌است.
نرماندی دارای پنج دپارتمان کالوادوس، اور، مانش، اورن و سن-ماریتیم است.